# Mohammed Benlarbi al-Alami
Mohammed Benlarbi al-Alami (arabisch محمود العلمي, DMG Maḥmūd al-ʿAlamī; * 22. August 1914 in Fès; † 23. März 2010) war ein marokkanischer Unterzeichner des Wathiqat al-Istiqlal (Gründungsdokument der Partei Istiqlal am 11. Januar 1944); nach dem 2. März 1956, der Entlassung Französisch-Marokkos in die Unabhängigkeit, wurde er Diplomat.

## Werdegang
Er besuchte die von Mohamed Mekouar gegründete Grundschule Salam im Viertel von Casablanca am Boulevard de la Corniche, die von Mohamed El Yamani Naciri geleitet wurde. 1933 studierte er an der Universität al-Qarawīyīn in Fès und absolvierte anschließend bis 1938 ein Lehramtsstudium an der Al-Azhar-Universität.
1940 war er Preisträger der Fakultät für Naturwissenschaften in Kairo. Anschließend leitete er die École Libre du Casablanca, eine weiterführende Schule des sekundären Bildungsbereichs mit emanzipatorischem Anspruch, die zur Hochschulreife führte.

## Berber-Dahir
Am 16. Mai 1930 erließ Sultan Mohammed V. einen Dahir (Dekret), mit dem er die Eigentumssituation, wie sie nach Sitten und Gebräuchen in Gebieten der Berber herrschte, legalisierte, um diese Gebiete für den internationalen Grundstücksverkehr zu öffnen. Dieser Berber-Dahir trug zur Einigung einer National Marokkanischen Bewegung als Opposition zu diesem Dahir bei. Mohammed Benlarbi al-Alami traf sich in der Opposition zum Berber-Dahir mit Fquih Mohammed Ghazi. 1930 wurde er in Casablanca verhaftet und nach Protesten gegen Frankreich nach Khouribga verlegt.

## Comité de défense d’Al-Maghreb Al-Aqsa
1936 gründete er mit Mehdi Bennouna das Comité de défense d’Al-Maghreb Al-Aqsa (Al-maghrib al-aqsa, „ferner Westen“, antiquirte Bezeichnung für Großmarokko).
In Französisch-Marokko schrieb er in algerischen Zeitungen und ägyptischen Zeitschriften wie Al-Jihad und Al-Balagh. 
1938 schrieb er in der Zeitung Al-Ahram einen Artikel über Allal El Fassi – einen Opponenten von Französisch-Marokko, der sich im Exil in Gabun befand. Im selben Jahr veröffentlichte er ein Dossier über Marokko im Journal Annadir, dem Organ der Muslimbrüder, deren Geistlicher Führer zu dieser Zeit Hasan al-Bannā war. In diesem Dossier befand sich ein Dokument von Abdeljalil Ben Driss Driss M’Hammedi über die Methoden der Unterdrückung der Verbannten und Gefängnisse von Goulmima in Drâa-Tafilalet.
1941 gründete er in Casablanca die Prince-Moulay-Hassan-Schule. Es war die erste nationale Schule, die der damalige Kronprinz Hassan II. am 16. Oktober 1944 eingeweiht hatte. Auch sein Internat wurde 1946 von Mohammed V. eingeweiht.
Am 11. Januar 1944 war er einer der Unterzeichner des Manifests der Unabhängigkeit. 1960 war er Botschafter in Tunis und anschließend von 1961 bis 1967 Botschafter in Kairo und Beirut. Vom 2. Juni 1961 bis zum 21. Dezember 1962 war er marokkanischer Außenminister.
Er war außerdem Botschafter in Teheran und Ankara (1973–1974) sowie in Dschidda und Aden (1976–1981).